# Zegel van Mauritanië

Zegel van Mauritanië.

Het zegel van Mauritanië is een nationaal symbool van Mauritanië en is op 3 augustus 1960 ingevoerd.

## Beschrijving
Op de achtergrond van het zegel is de vlag van Mauritanië afgebeeld: een gouden halve maan met een gouden ster erboven. Op de voorgrond zijn een gierstplant en een dadelpalm afgebeeld. In de ring eromheen staat de naam van het land (Islamitische Republiek Mauritanië) in het Arabisch (لجمهورية الإسلامية الموريتانية) en het Frans (République Islamique de Mauritanie).
Algerije · Angola · Benin · Botswana · Burkina Faso · Burundi · Centraal-Afrikaanse Republiek · Comoren · Congo-Brazzaville · Congo-Kinshasa · Djibouti · Egypte · Equatoriaal-Guinea · Eritrea · Ethiopië · Gabon · Gambia · Ghana · Guinee · Guinee-Bissau · Ivoorkust · Kaapverdië · Kameroen · Kenia · Lesotho · Liberia · Libië · Madagaskar · Malawi · Mali · Marokko · Mauritanië · Mauritius · Mozambique · Namibië · Niger · Nigeria · Oeganda · Rwanda · Sao Tomé en Principe · Senegal · Seychellen · Sierra Leone · Soedan · Somalië · Swaziland · Tanzania · Togo · Tsjaad · Tunesië · Westelijke Sahara · Zambia · Zimbabwe · Zuid-Afrika · Zuid-Soedan
Afhankelijke gebieden:
Brits Territorium in de Indische Oceaan · Canarische Eilanden · Ceuta · Melilla · Madeira · Mayotte · Réunion · Sint-Helena · Tristan da Cunha